# David Dryer
David Dryer ist ein US-amerikanischer Kameramann und Filmtechniker, der sich auf visuelle Effekte spezialisiert hat.

## Leben
Nach dem Abschluss seines Studiums, währenddessen er Mitglied der Studentenverbindung Phi Beta Kappa war, an der Filmschule der University of Southern California 1965 in Physik und Kino, war er drei Jahre lang als Filmredakteur tätig. Danach wechselte er als Regisseur von Werbefilmen zu The Haboush Company. Danach verbrachte er zwölf weitere Jahre als Werbefilmregisseur bei EUE/Screen Gems. Für seine erste Arbeit an einem Blockbuster, dem 1982 veröffentlichten Film Blade Runner unter der Regie von Ridley Scott, wurde Dryer zusammen mit seinen Kollegen Douglas Trumbull und Richard Yuricich für einen Oscar in der Kategorie Beste visuelle Effekte nominiert. Danach kehrte er wieder in die Werbefilmbranche zurück, wo er unter anderem für Nissan arbeitete, bevor er für seinen zweiten Spielfilm, Sag niemals nie, engagiert wurde.

Dryer war von 1990 bis 2004 Eigentümer von Sunspots in Hollywood. Seit seinem letzten Film aus dem Jahr 2004, Wie ein einziger Tag, ist er als freischaffender Kameramann und Regisseur tätig.

## Filmografie (Auswahl)
Als Kameramann:
- 2004: Hello Paradise (Fernsehserie)

visuelle Effekte:
- 1982: Blade Runner
- 1983: Sag niemals nie (Never Say Never Again)
- 2004: Wie ein einziger Tag (The Notebook)

## Auszeichnungen
- 1983: BAFTA: Nominierung in der Kategorie Beste visuelle Effekte für Blade Runner
- 1983: Oscar: Nominierung in der Kategorie Beste visuelle Effekte für Blade Runner